# Erik Neergaard
Erik Arvid Neergaard, född 28 mars 1935 i Helsingborg, död 17 december 2008 i Hässleholm, var en svensk jurist som var lagman i Hässleholms tingsrätt från 1980 till 2002.
Neergaard blev juris kandidat vid Lunds universitet 1959 och genomförde tingstjänstgöring 1959–1962 innan han 1963 blev fiskal vid hovrätten för Västra Sverige. Han var sakkunnig i Civildepartementet 1969–1973 och rättschef i kommunikationsdepartementet 1974–1980. Han blev hovrättsråd i hovrätten över Skåne och Blekinge 1976 och var lagman i Hässleholms tingsrätt 1980–2002.
Erik Neergaard var son till överingenjör Arvid Neergaard och hans maka Annemarie, född Ruths. Han var från 1955 gift med Barbro, lågstadielärare, född Åhlund 1931. Erik Neergaard är begraven i sin familjegrav på Limhamns kyrkogård.